# Konzentrationslager Prignano sulla Secchia
Das Konzentrationslager Prignano sulla Secchia (campo di concentramento Prignano sulla Secchia) in der Provinz Modena war ein italienisches Konzentrationslager des faschistischen Italien zur Internierung italienischer Sinti (Zigani). Es wurde 1940 eingerichtet und befand sich auf einem ehemaligen Sportgelände. 79 Menschen waren dort interniert, die im September 1943 entkommen konnten, weil die Bewachung während des Waffenstillstands von Cassibile nachließ. Auf dem Gelände steht heute das Rathaus von Prignano sulla Secchia, an dem eine Gedenkplakette angebracht ist.